# Friedrich von Scotti
Friedrich von Scotti (Offenbach am Main, 3 maggio 1889 – Karlsruhe, 16 luglio 1969) è stato un generale tedesco della Wehrmacht durante la seconda guerra mondiale.

## Biografia
Friedrich era figlio del tenente generale prussiano Emil von Scotti (1848-1929) e di sua moglie Maria Scherbening. Il 13 giugno 1913 suo padre venne elevato a membro della nobiltà ereditaria prussiana.
Von Scotti entrò nell'esercito imperiale tedesco dapprima come ufficiale impiegato in Pomerania e poi nel 2º reggimento di artiglieria col quale combatté nel corso della prima guerra mondiale.
Durante la seconda guerra mondiale, raggiunse il grado di tenente generale e divenne comandante della 227ª divisione di fanteria il 12 novembre 1942, venendo insignito della Croce tedesca in oro e poi, l'8 giugno 1943, della croce di cavaliere della Croce di ferro.